# Kusmara
Kusmara è una suddivisione dell'India, classificata come nagar panchayat, di 9.091 abitanti, situata nel distretto di Mainpuri, nello stato federato dell'Uttar Pradesh. 